# Empress
Empress is een plaats (village) in de Canadese provincie Alberta en telt 77.8 inwoners (2006).